# Руди (Арканзас)
Руди (англ. Rudy, Arkansas) — город, расположенный в округе Крофорд (штат Арканзас, США) с населением в 72 человека по статистическим данным переписи 2000 года.

## География
По данным Бюро переписи населения США город Руди имеет общую площадь в 0,26 квадратных километров, водных ресурсов в черте населённого пункта не имеется.
Руди расположен на высоте 150 метров над уровнем моря.

## Демография
По данным переписи населения 2000 года в Руди проживало 72 человека, 22 семьи, насчитывалось 27 домашних хозяйств и 30 жилых домов. Средняя плотность населения составляла около 720 человека на один квадратный километр. Расовый состав Руди по данным переписи распределился следующим образом: 95,83 % белых, 4,17 % — коренных американцев.
Испаноговорящие составили 1,39 % от всех жителей города.
Из 27 домашних хозяйств в 37,0 % — воспитывали детей в возрасте до 18 лет, 63,0 % представляли собой совместно проживающие супружеские пары, в 11,1 % семей женщины проживали без мужей, 18,5 % не имели семей. 14,8 % от общего числа семей на момент переписи жили самостоятельно, при этом 14,8 % составили одинокие пожилые люди в возрасте 65 лет и старше. Средний размер домашнего хозяйства составил 2,67 человек, а средний размер семьи — 2,86 человек.
Население города по возрастному диапазону по данным переписи 2000 года распределилось следующим образом: 30,6 % — жители младше 18 лет, 5,6 % — между 18 и 24 годами, 26,4 % — от 25 до 44 лет, 12,5 % — от 45 до 64 лет и 25,0 % — в возрасте 65 лет и старше. Средний возраст жителей составил 38 лет. На каждые 100 женщин в Руди приходилось 94,6 мужчин, при этом на каждые сто женщин 18 лет и старше приходилось 100,0 мужчин также старше 18 лет.
Средний доход на одно домашнее хозяйство в городе составил 21 875 долларов США, а средний доход на одну семью — 26 250 долларов. При этом мужчины имели средний доход в 21 250 долларов США в год против 13 750 долларов среднегодового дохода у женщин. Доход на душу населения в городе составил 11 842 доллара в год. Все семьи Руди имели доход, превышающий уровень бедности, 19,2 % от всей численности населения находилось на момент переписи населения за чертой бедности, при этом из них были моложе 18 лет и — в возрасте 65 лет и старше.